# Martin van Meytens
Martin van Meytens, né le 24 juin 1695 à Stockholm (Suède) et mort le 23 mars 1770 à Vienne (Saint-Empire romain germanique), est un peintre suédois.

## Biographie
Martin van Meytens est né et a été baptisé à Stockholm. Il est le  fils du peintre Martin Meytens l'Ancien, qui avait déménagé vers 1677 de La Haye en Suède. Il part tôt dans sa carrière pour un long voyage d'étude. Il visite Londres, Paris et Vienne, puis il vit et travaille longtemps en Italie (Rome, Turin). Au début, il peint de petits portraits miniatures en émail, et il ne passe à la peinture à l'huile que vers 1730, après s'être installé à Vienne. Là, il devient très populaire en tant que portraitiste dans les cercles de la cour et de l'aristocratie. En 1732, il devient peintre de la cour et en 1759 directeur de l'Académie des Beaux-Arts de Vienne. Franz Xaver Messerschmidt était son protégé.
Martin van Meytens était l'un des peintres autrichiens les plus importants du portrait courtois baroque représentatif et, grâce à ses élèves et à ses disciples, son influence resta longtemps vivante et répandue dans tout l'Empire. Ses vertus personnelles, ses intérêts variés, son érudition et ses manières agréables ont été très appréciés par ses contemporains.
Parmi ses élèves figure Giovanni Gabriele Cantone (né à Vienne le 24 mai 1710).

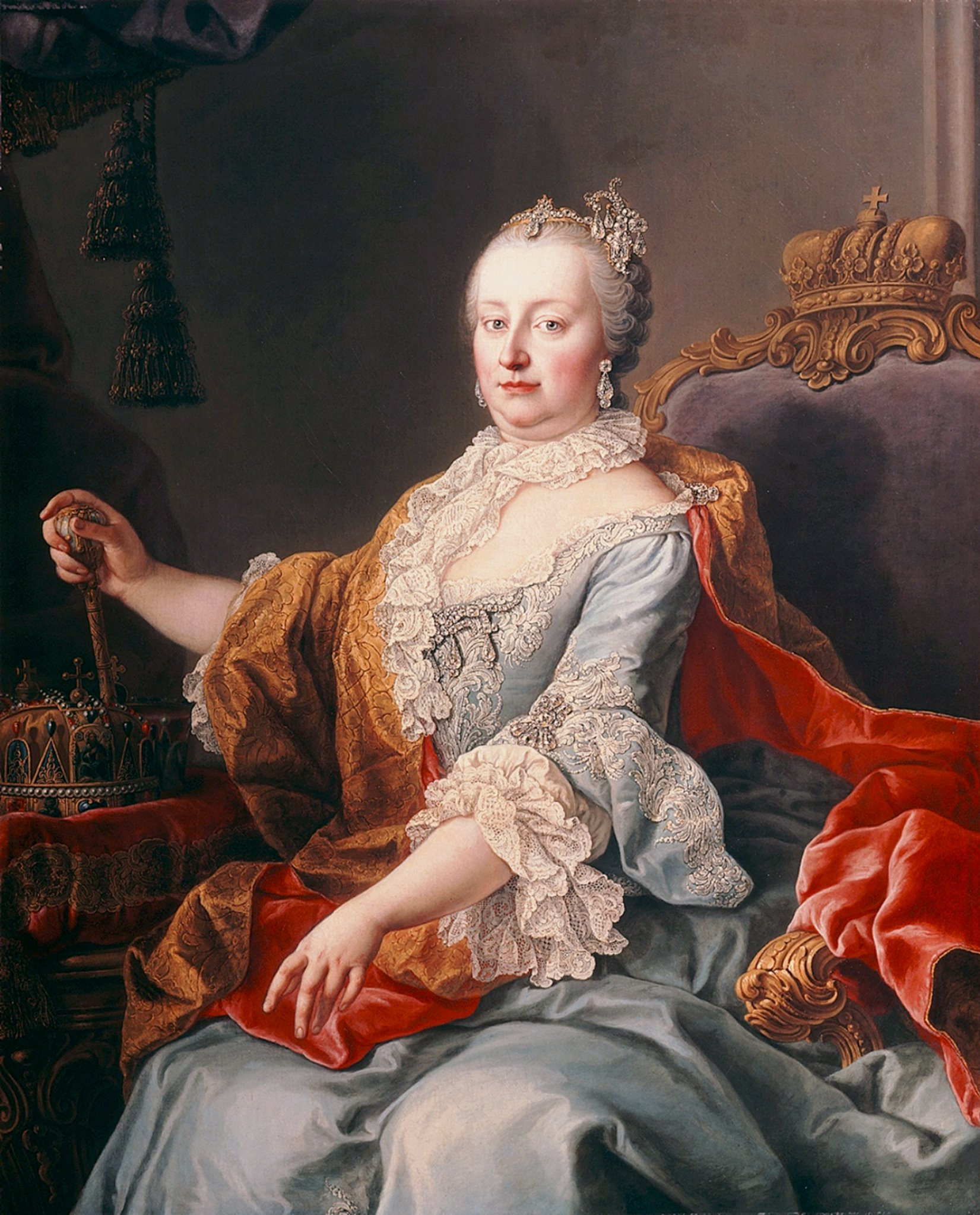
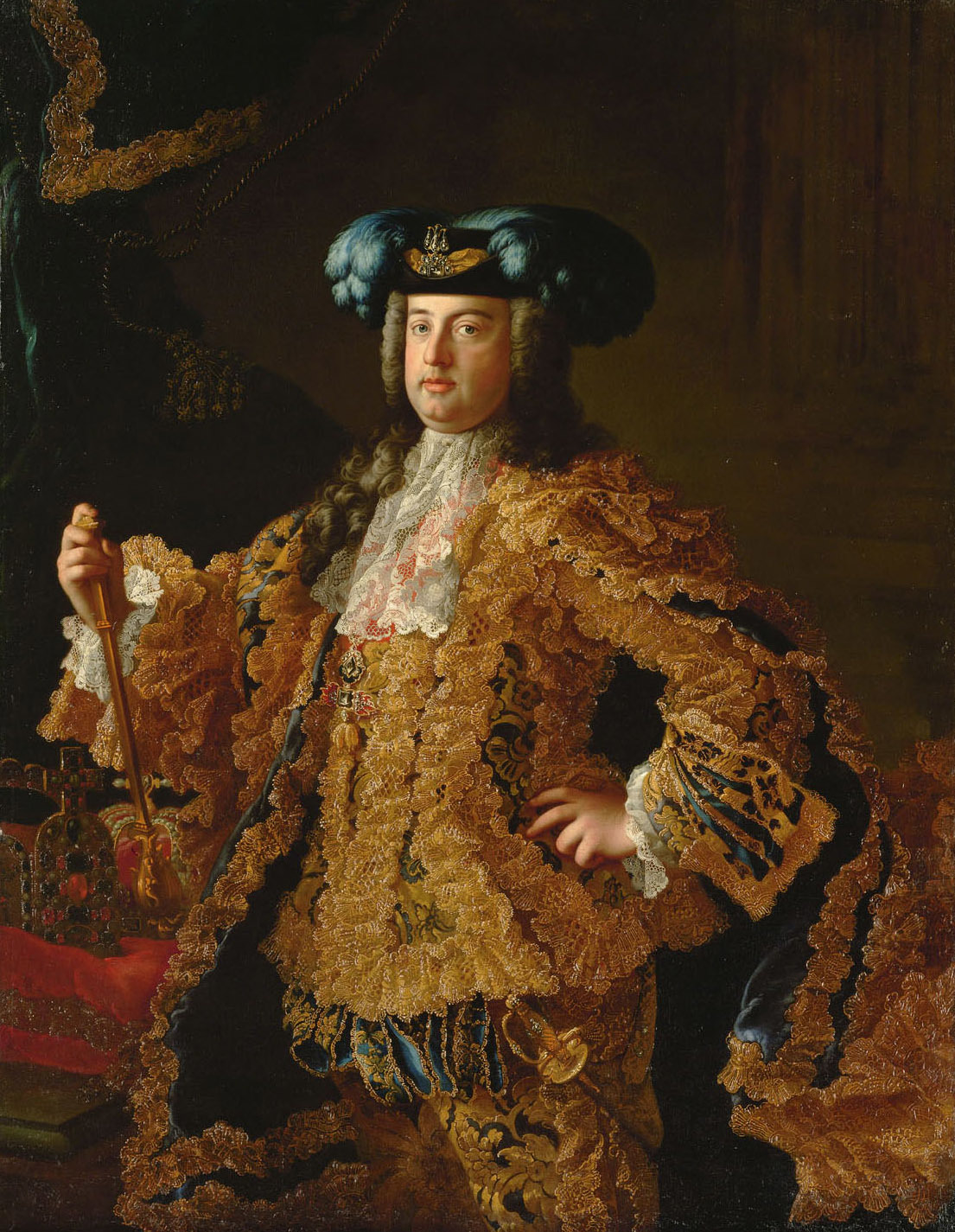
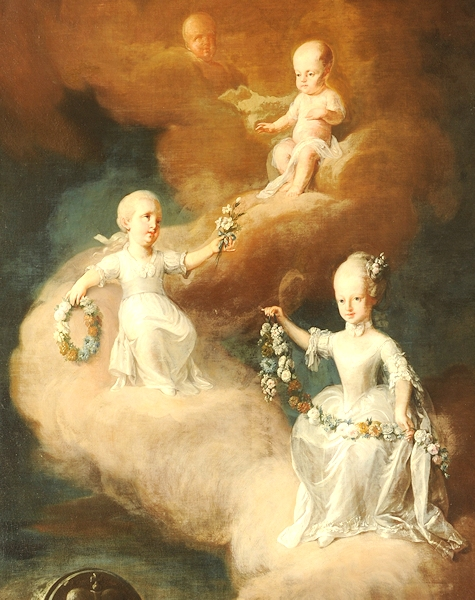
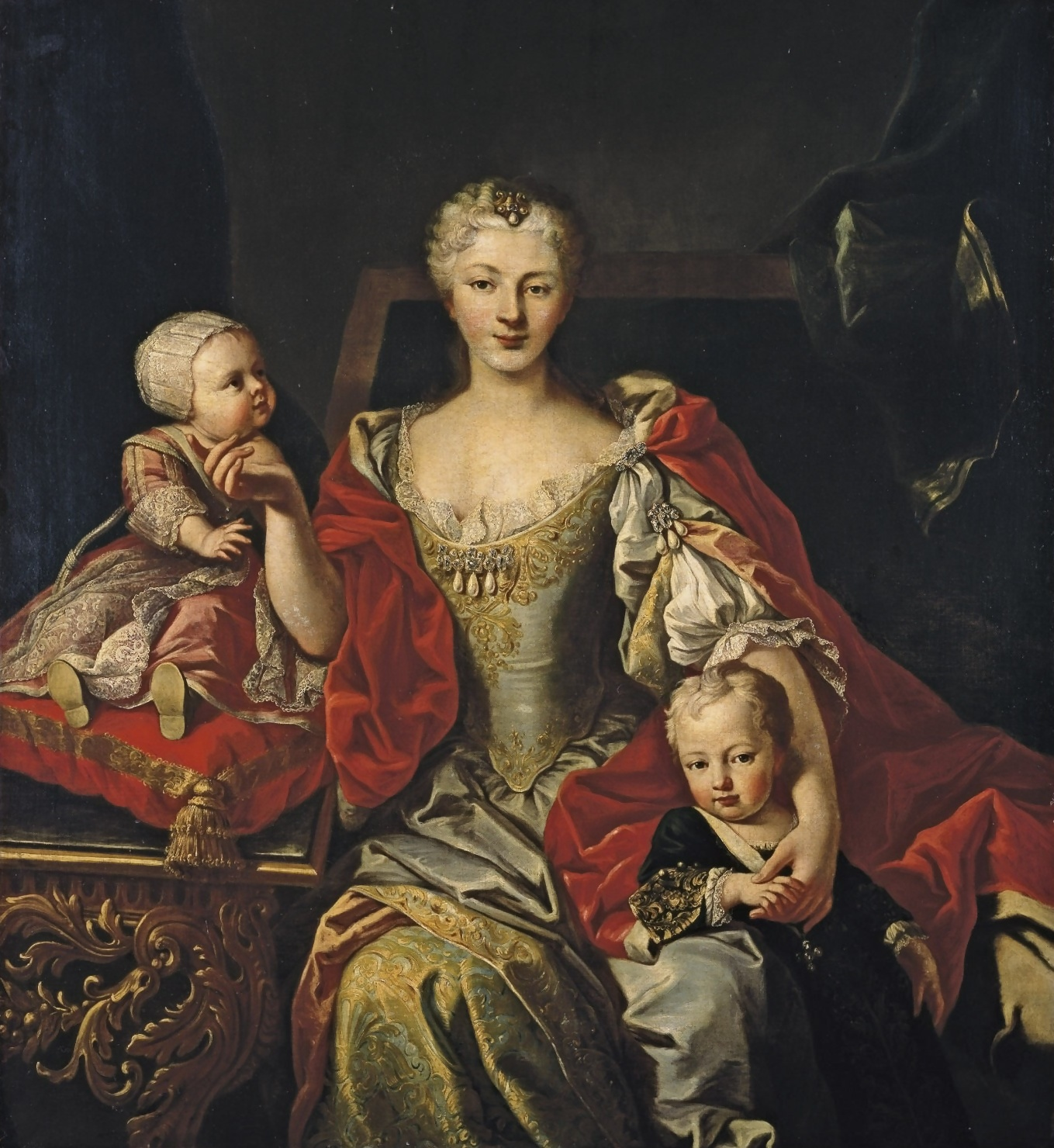
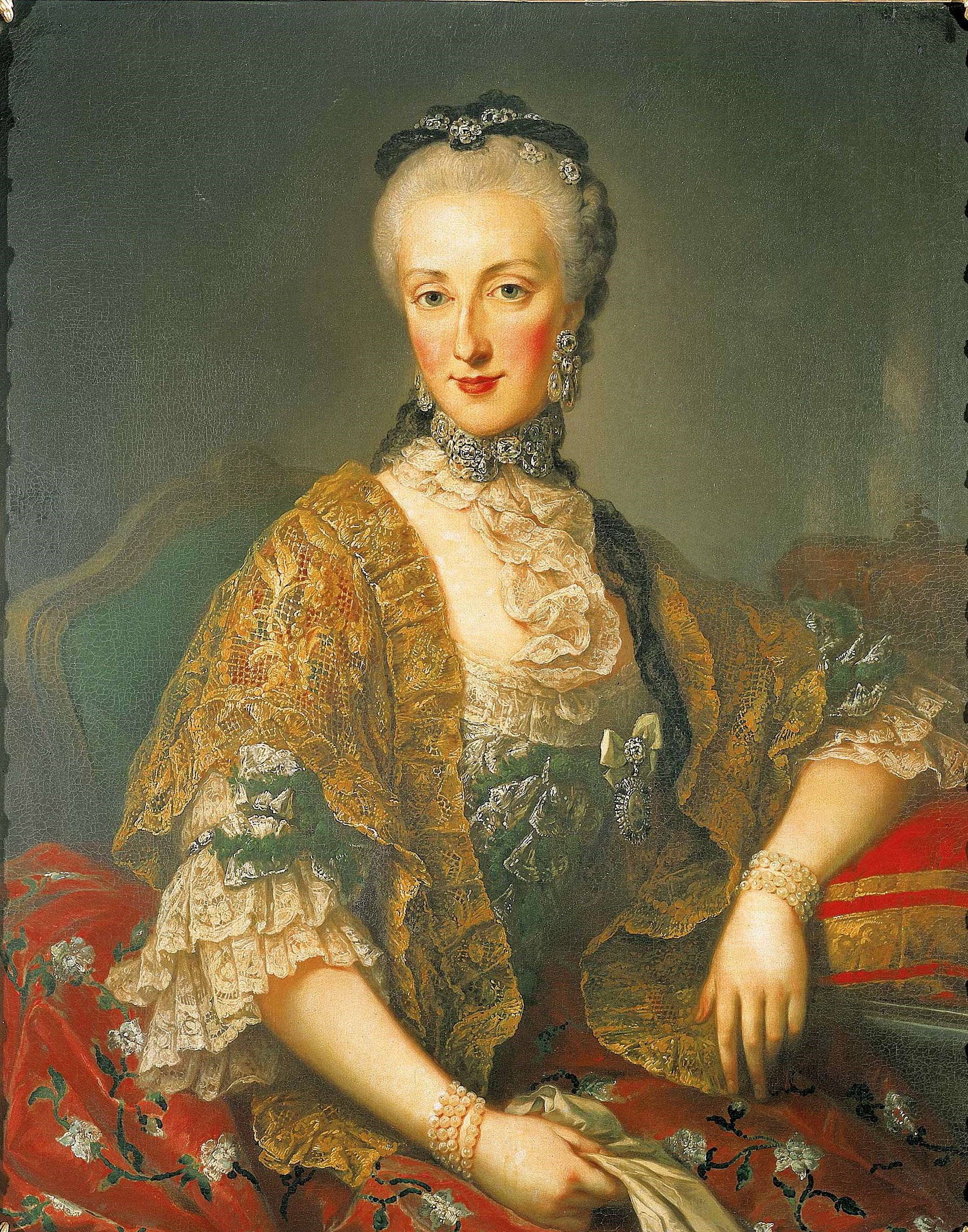
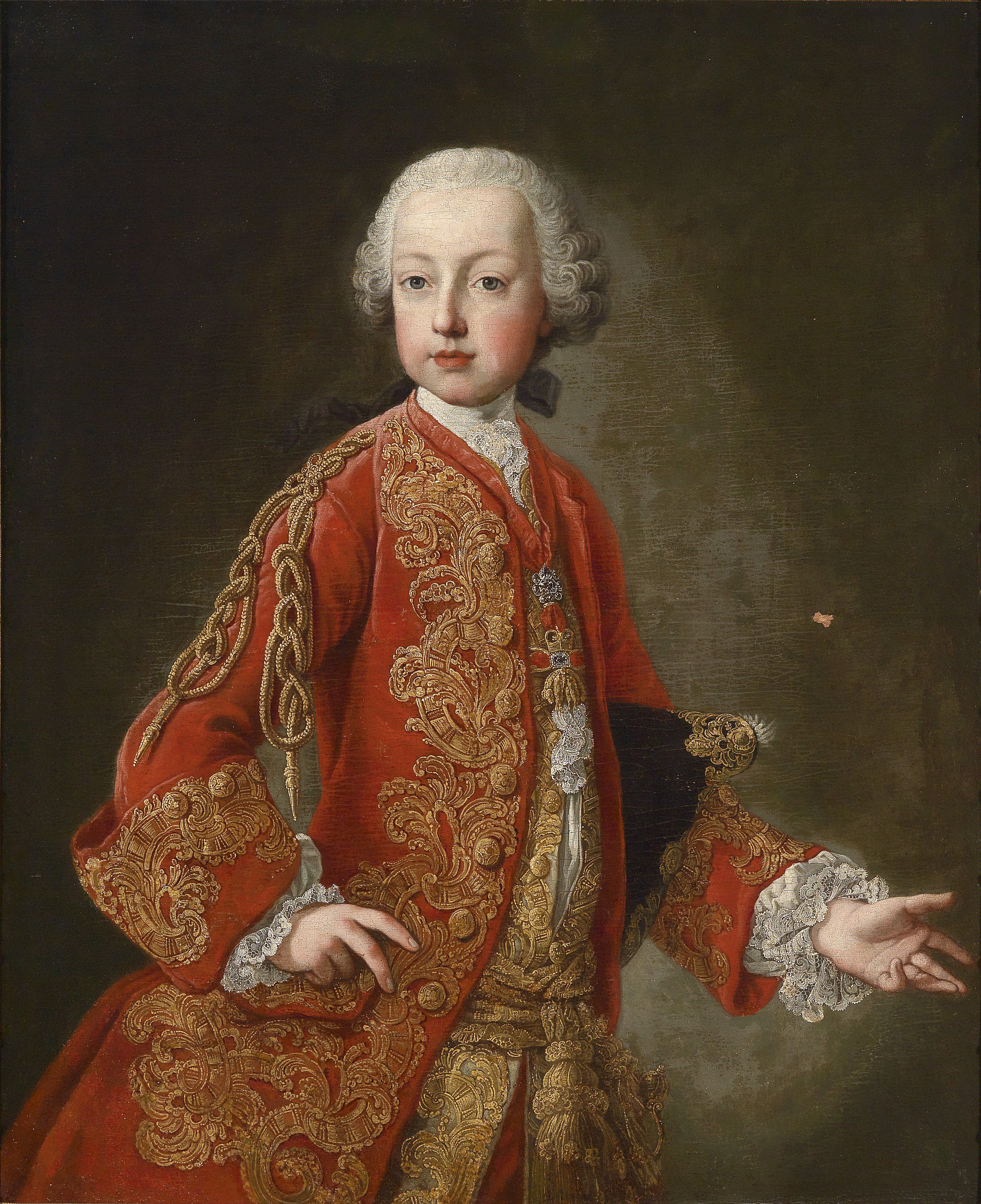
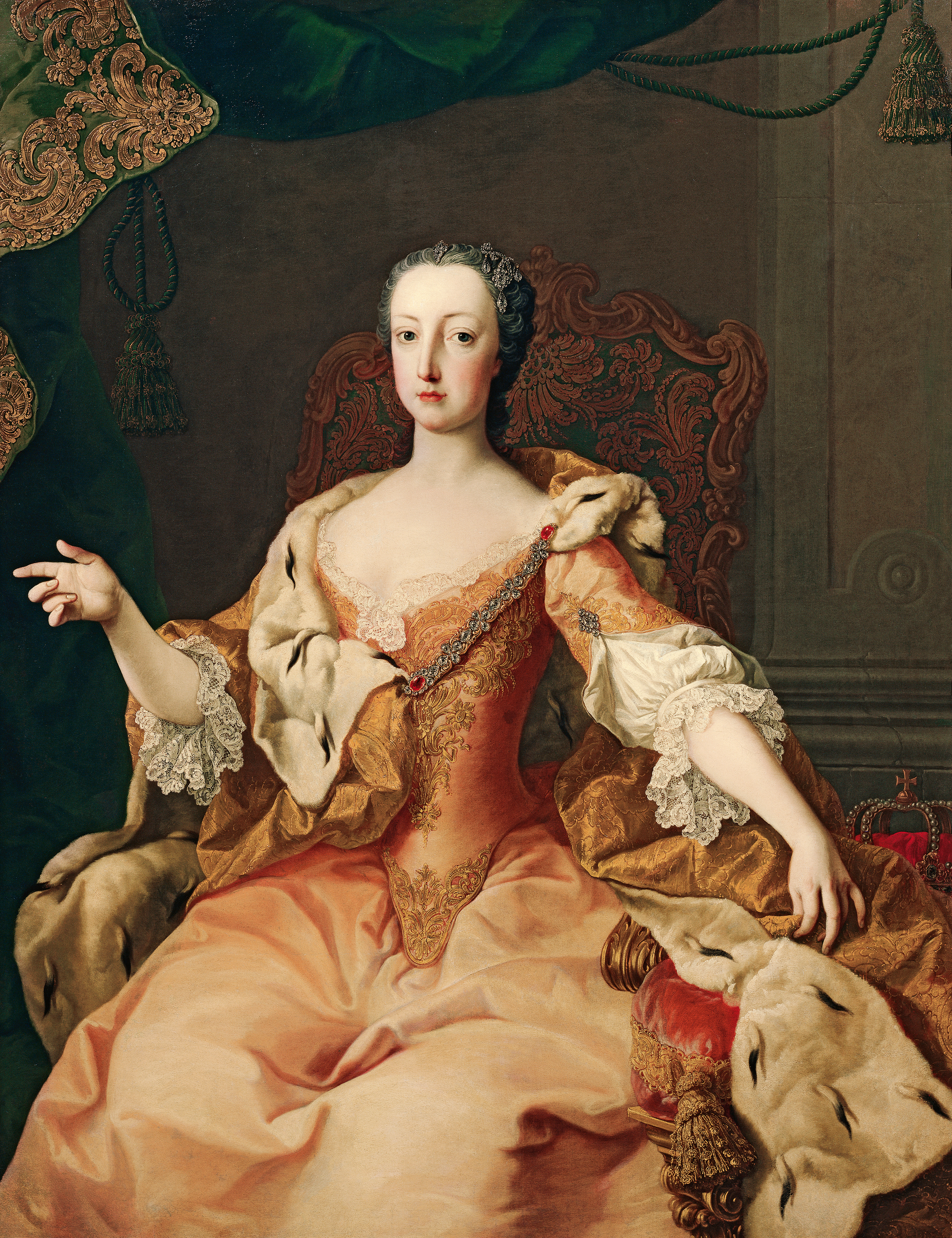
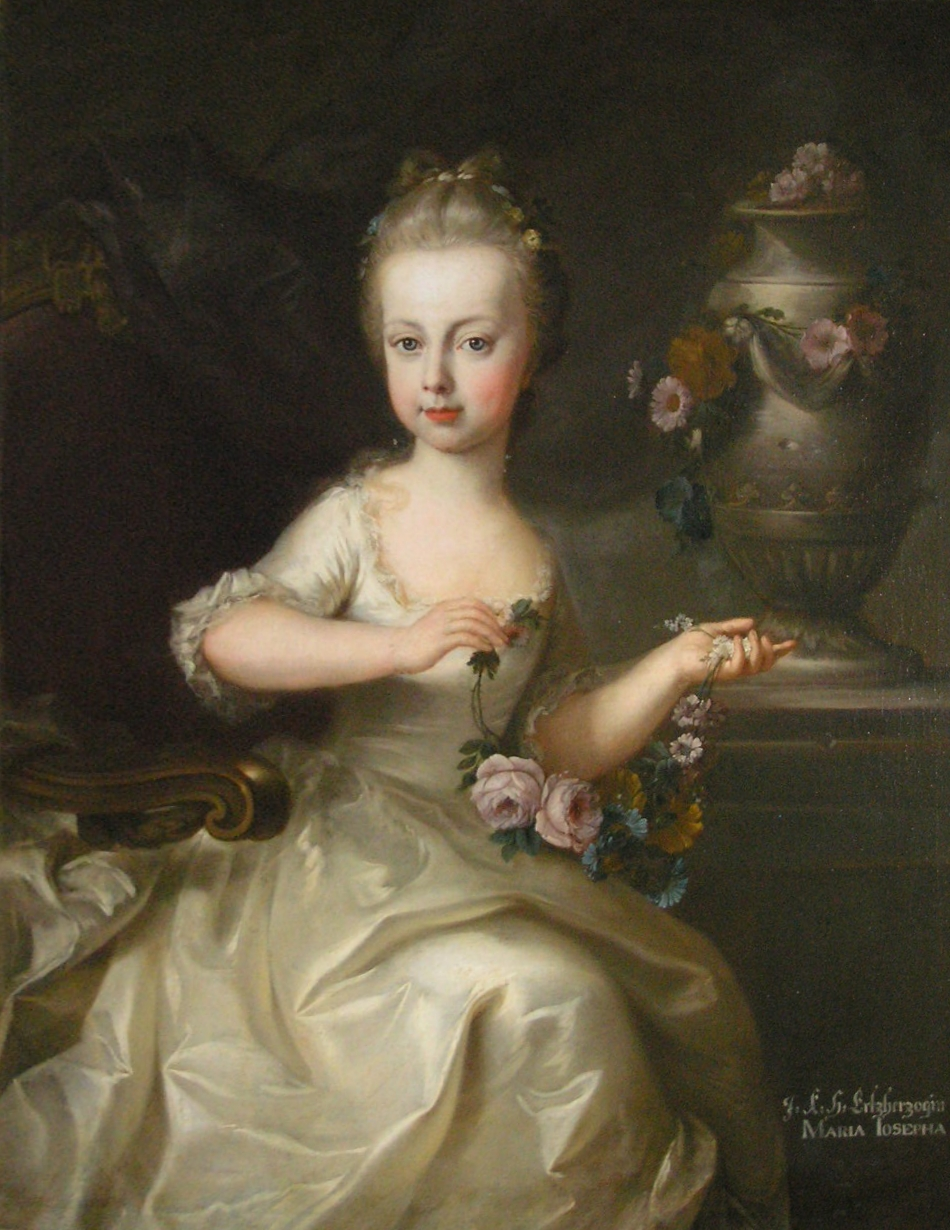
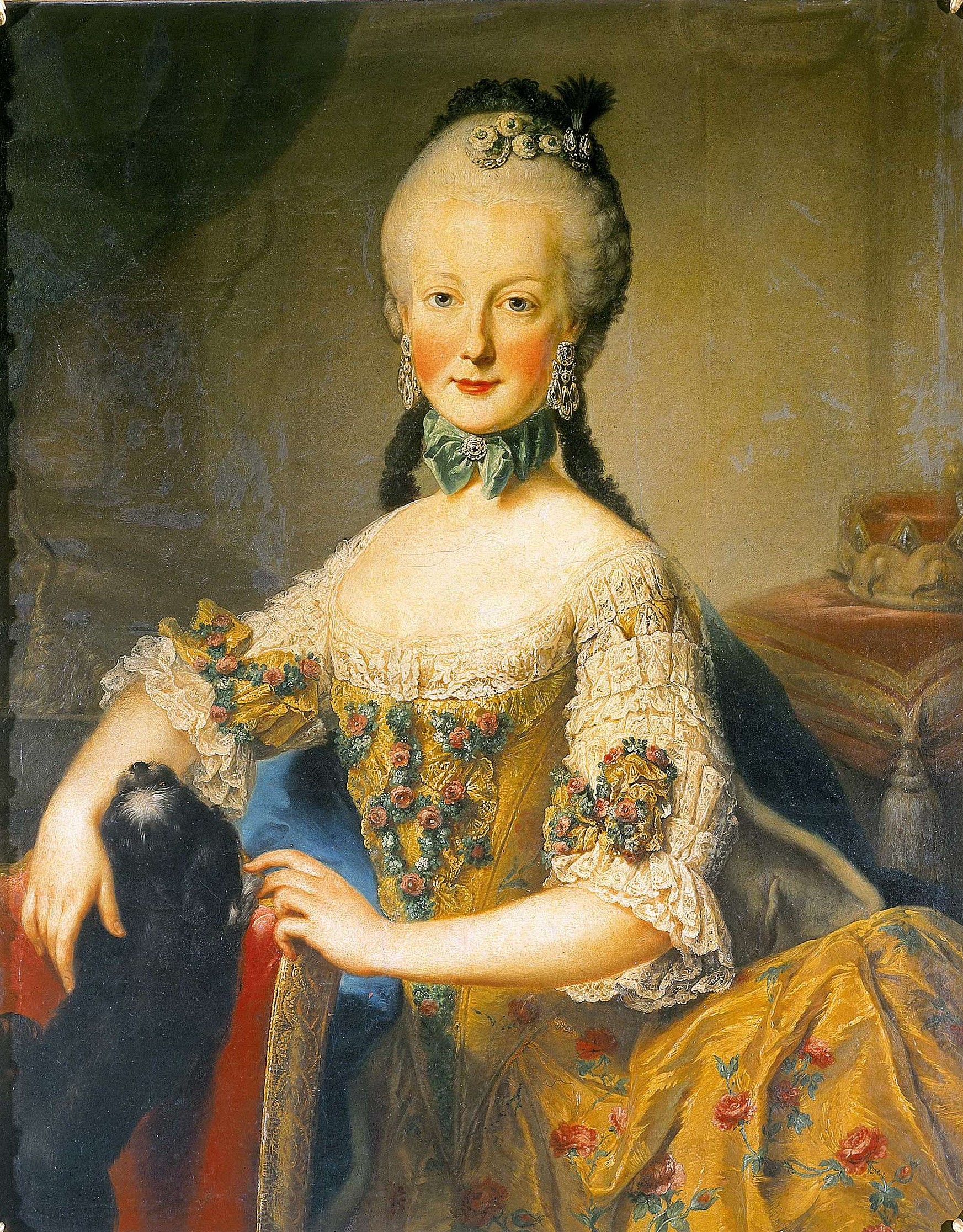
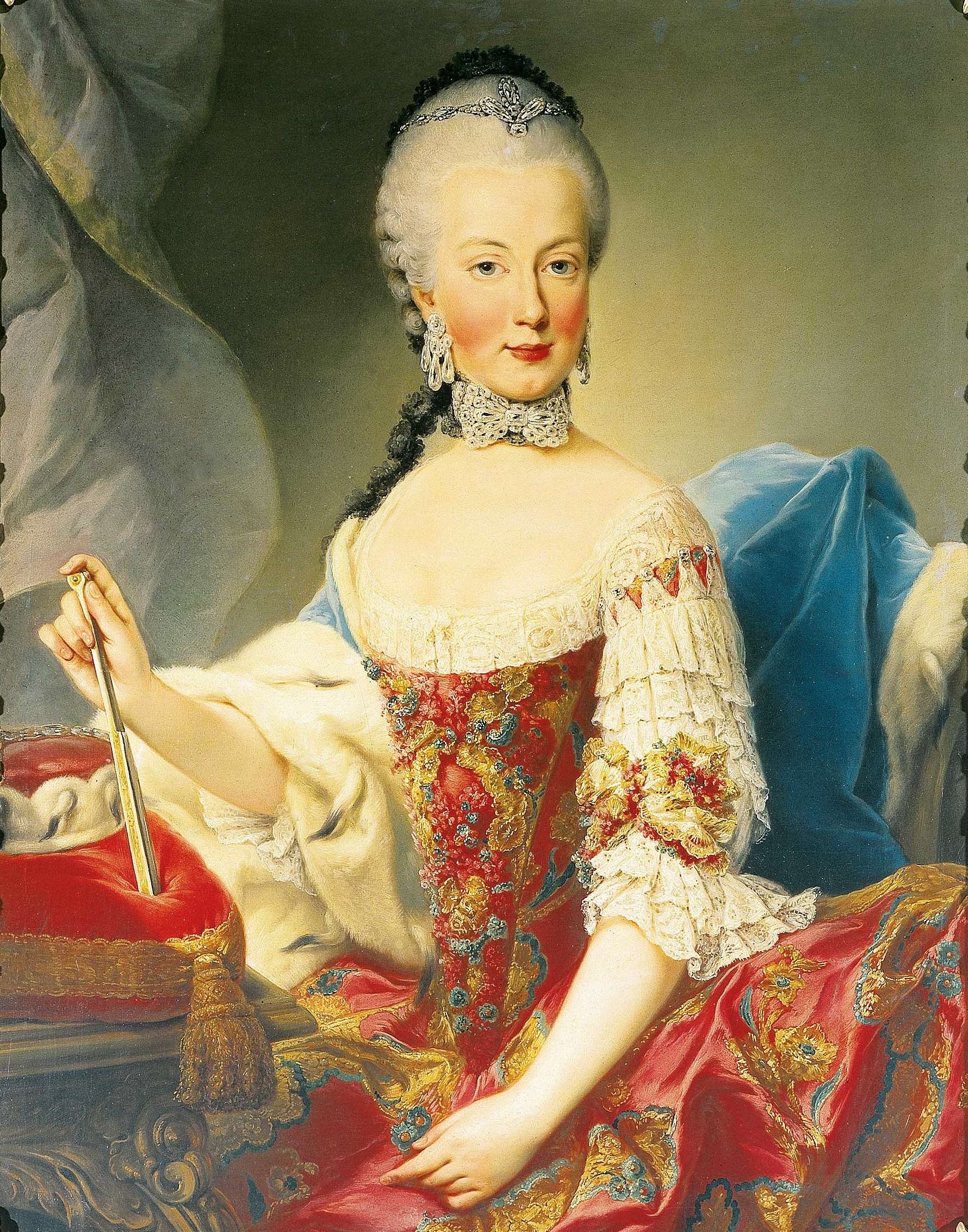